# Patricio Barros
Patricio Barros Alemparte (Santiago, 4 de noviembre de 1920 - Ibíd., 22 de septiembre de 1986) fue un abogado y político chileno, miembro del Partido Liberal (PL). Se desempeñó como ministro de Estado (en la cartera de Educación Pública) durante el gobierno del presidente Jorge Alessandri entre 1961 y 1963.

## Familia y estudios
Nació en Santiago de Chile el 4 de noviembre de 1920, siendo uno de los seis hijos del matrimonio conformado por Emilia Alemparte Delón y Patricio Barros Lynch, quien fuera descendiente directo del marino Patricio Lynch y bisnieto del historiador Diego Barros Arana. Sus hermanos fueron Lucía, Inés, Alicia, Marta y Juan. Marta se casó con el microempresario Julio César Moreira Cabrera, con quien tuvo, entre otros hijos, a Iván Moreira Barros, parlamentario miembro del partido Unión Demócrata Independiente (UDI). Realizó sus estudios primarios y secundarios en el Instituto Nacional General José Miguel Carrera. Continuó los superiores en la carrera de derecho de la Universidad de Chile, titulándose como abogado en 1945, con la tesis Legislación de tierras Magallánicas.
Nunca se casó, ni tampoco tuvo descendencia.

## Carrera profesional
Inició su actividad profesional en 1945, ejerciendo como asesor jurídico bancario y posteriormente, secretario de comisión en la Conferencia Interamericana de Abogados, realizada en Santiago. Luego, actuó como secretario del ministro de Agricultura Víctor Opaso Cousiño entre dicho año y 1950, cuando gobernaba su país el presidente radical Gabriel González Videla.
Más adelante, ocupó el puesto de gerente de la Sociedad Agrícola y Forestal Pumalín y fue abogado de corredores de propiedades de Santiago.

## Carrera política
En el ámbito político, militó en las filas del Partido Liberal (PL), siendo prosecretario de la colectividad y presidente provincial. El 5 de octubre de 1961, el presidente Jorge Alessandri lo llamó al gobierno para servir como ministro de Educación Pública, cargo en el que se mantuvo hasta el 26 de septiembre de 1963.
Entre otras actividades, fue miembro del Club de Septiembre, del cual fue su director y vicepresidente. Falleció en Santiago el 22 de septiembre de 1986, a los 65 años.